# Gorzechowo
Gorzechowo is een plaats in het Poolse district  Płocki, woiwodschap Mazovië. De plaats maakt deel uit van de gemeente Brudzeń Duży en telt 201 inwoners.